# Olympiska sommarspelen 1968
Olympiska sommarspelen 1968 var de nittonde moderna olympiska spelen. De hölls i Mexico City i Mexiko mellan 12 och 27 oktober 1968. Cirka 3,8 miljoner åskådare såg tävlingarna på plats.
Beslutet att förlägga spelen i Mexico City, som är beläget på 2 300 m höjd över havet, var mycket kontroversiellt eftersom man ju var medveten om att luften på denna höjd innehåller 30 % mindre syre än vid havsytan. Det gav också utslag för många, som tävlade i uthållighetstävlingar, men samtidigt sattes nya världsrekord i samtliga herrgrenar i friidrott på distanser upp till och med 400 m (även stafetter) liksom också i längdhopp och trestegshopp. Det mest spektakulära rekordet satte amerikanen Bob Beamon i längdhopp 8,90 m – det fortfarande gällande olympiska rekordet och världsrekordet kom att stå sig i 23 år.

## Att notera
- Enriqueta Basilio var den första kvinnan som tände olympiska elden.[2]
- Den första kvinna att försvara titeln på friidrottens 100 m blev Wyomia Tyus, USA.
- Debbie Meyer, USA, blev första kvinnliga simmare att ta tre guld i individuella grenar.
- Lia Manoliu, Rumänien, deltog i sitt femte OS och tog slutligen guld (tidigare två brons, 1960 och 1964), 36 år gammal. Det var i damernas diskus som hon vann på 58.28 m.
- Věra Čáslavská, Tjeckoslovakien, vann fyra guld och två silver i damernas gymnastik. På grund av Sovjets invasion av Tjeckoslovakien två månader före spelen var hon otroligt populär i Mexico City.
- För fjärde gången i rad vann Al Oerter, USA, herrarnas diskus, denna gång på 64.78.
- Amerikanen Dick Fosbury introducerade ett nytt sätt att hoppa höjdhopp, med ryggen mot ribban. Han vann på 2,24. Hans hoppstil, kallad "Fosbury-flopp" har sedan dess varit den dominerande inom grenen.
- Sverige visade upp två medaljfamiljer;
  - Ulf, Jörgen och Peter Sundelin vann 5.5-metersklassen i segling.
  - Bröderna Fåglum Gösta, Sture, Erik och Tomas Fåglum tog silver i cykelns lagtempo.
- Bob Beamon vann längdhoppet på världsrekordet 8.90.
- Tommie Smith och John Carlos, USA, (guld och brons på 200 m) blev tvingade att lämna den olympiska byn efter sin stillsamma protest på prispallen. De höjde ena armen med knuten svartbehandskad näve i luften under flagghissningen och nationalsången. Det var deras protest mot hur de svarta behandlades i USA. Trots den värdiga protesten blev IOK förargade och beordrade USA:s ledning att ta bort dem från den amerikanska OS-truppen - vilket alltså också gjordes. Att de behandlades så illa var en skam för den olympiska rörelsen. Peter Norman, som tog silver på 200 meter, bar märket för Olympic Project for Human Rights på sin dräkt vid ceremonin så som de andra två också gjorde, men blev inte direkt straffad. För detta straffades han istället senare med förvägrande till deltagande i Olympiska sommarspelen 1972.
- För första gången gjordes vissa drogtester - i skytte och modern femkamp skulle man förhindra att skyttarna tog något lugnande inför tävlingen - Första diskvalifikationen drabbade den svenske moderna femkamparen Hans-Gunnar Liljenwall som tagit två mellanöl inför skjutmomentet. Här tappade Sverige en bronsmedalj i lagtävlingen.

## Sporter
| - Basket - Boxning - Brottning - Cykling - Fotboll - Friidrott - Fäktning |  | - Gymnastik - Kanotsport - Landhockey - Modern femkamp - Ridsport - Rodd - Segling |  | - Simhopp - Simning - Skytte - Tyngdlyftning - Vattenpolo - Volleyboll |

## Medaljfördelning
| Plac. | Land            | Guld | Silver | Brons | Totalt antal medaljer |
| ----- | --------------- | ---- | ------ | ----- | --------------------- |
| 1     | USA             | 45   | 28     | 34    | 107                   |
| 2     | Sovjetunionen   | 29   | 32     | 30    | 91                    |
| 3     | Japan           | 11   | 7      | 7     | 25                    |
| 4     | Ungern          | 10   | 10     | 12    | 32                    |
| 5     | Östtyskland     | 9    | 9      | 7     | 25                    |
| 6     | Frankrike       | 7    | 3      | 5     | 15                    |
| 7     | Tjeckoslovakien | 7    | 2      | 4     | 13                    |
| 8     | Västtyskland    | 5    | 11     | 10    | 26                    |
| 9     | Australien      | 5    | 7      | 5     | 17                    |
| 10    | Storbritannien  | 5    | 5      | 3     | 13                    |

## Deltagande nationer
Totalt deltog 112 länder i spelen 1968. Amerikanska Jungfuöarna, Barbados, Brittiska Honduras (nu Belize), Centralafrikanska republiken, El Salvador, Guinea, Honduras, Kongo-Kinshasa, Kuwait, Nicaragua, Paraguay och Sierra Leone debuterade vid dessa spel. Västtyskland och Östtyskland deltog för första gången som separata länder.
| | | | |
| - Afghanistan - Algeriet - Amerikanska Jungfruöarna - Argentina - Australien - Bahamas - Barbados - Belgien - Bermuda - Bolivia - Brasilien - Brittiska Honduras - Bulgarien - Burma - Centralafrikanska republiken - Ceylon - Chile - Colombia - Costa Rica - Danmark - Dominikanska republiken - Ecuador - Egypten - Elfenbenskusten - El Salvador - Etiopien - Filippinerna - Fiji | - Finland - Frankrike - Ghana - Grekland - Guatemala - Guinea - Guyana - Honduras - Hongkong - Indien - Indonesien - Iran - Irak - Irland - Israel - Italien - Island - Jamaica - Japan - Jugoslavien - Kamerun - Kanada - Kenya - Kongo-Kinshasa - Kuba - Kuwait - Libanon - Libyen | - Liechtenstein - Luxemburg - Madagaskar - Malaysia - Mali - Malta - Marocko - Mexiko - Monaco - Mongoliet - Nederländerna - Nederländska Antillerna - Nicaragua - Niger - Nigeria - Norge - Nya Zeeland - Pakistan - Panama - Paraguay - Peru - Polen - Portugal - Puerto Rico - Republiken Kina - Rumänien - San Marino - Schweiz | - Senegal - Sierra Leone - Singapore - Sovjetunionen - Spanien - Storbritannien - Sudan - Surinam - Sverige - Sydkorea - Sydvietnam - Syrien - Tanzania - Tchad - Thailand - Tjeckoslovakien - Trinidad och Tobago - Tunisien - Turkiet - Uganda - Ungern - Uruguay - USA - Venezuela - Västtyskland - Zambia - Österrike - Östtyskland |